# Onuris
Onuris es un género de plantas fanerógamas perteneciente a la familia Brassicaceae. Comprende ocho especies.

## Especies seleccionadas
- Onuris alismatifolia
- Onuris graminifolia
- Onuris hatcheriana
- Onuris hatscheriana
- Onuris oligosperma
- Onuris papillosa
- Onuris reichei(Lepidium philippianum[1])
- Onuris spegazziniana